# آنجلو سکی
آنجلو سکّی (انگلیسی: Angelo Secchi; ۲۹ ژوئن ۱۸۱۸ – ۲۶ فوریهٔ ۱۸۷۸) یک دانشمند اخترشناسی اهل پادشاهی ایتالیا بود. وی از پیشگامان طیف‌سنجی نجومی‌ محسوب می‌شود و از اولین دانشمندانی بود که متوجه شد خورشید نیز یک ستاره است.